# Amt Malchow
Het Amt Malchow is een samenwerkingsverband van 9 gemeenten en ligt in het Landkreis Mecklenburgische Seenplatte in de Duitse deelstaat Mecklenburg-Voor-Pommeren. Het Amt telt 10.769 inwoners. Het bestuurscentrum bevindt zich in de stad Malchow.

## Geschiedenis
Het Amt Malchow is op 1 januari 2005 ontstaan door de samenvoeging van het toenmalige Amt Malchow-Land en de amtsvrije stad Malchow.

## Gemeenten
Het Amt bestaat uit de volgende gemeenten:
- Alt Schwerin (558) met Glashütte, Jürgenshof, Mönchbusch, Wendorf en Werder
- Fünfseen (1.079) met Adamshoffnung, Bruchmühle, Grüssow, Kogel, Lenz-Süd, Neu Grüssow, Petersdorf, Rogeez, Satow en Satow Hütte
- Göhren-Lebbin (631) met Poppentin, Roez, Untergöhren en Wendhof
- Malchow, stad * (6.542) met Biestorf, Kloster Malchow, Laschendorf en Lenz
- Nossentiner Hütte (644) met Drewitz en Sparow
- Penkow (266) met Kisserow
- Silz (363) met Nossentin
- Walow (477) met Lexow, Lexow-Ausbau en Strietfeld
- Zislow (209) met Suckow en Langenstücken